# 昱科環球儲存
昱科環球儲存股份有限公司（HGST），是威騰電子的子公司，成立於2003年1月，總部設於美國加州聖荷西。

## 歷史

日立環球儲存科技商標

2002年12月，日立製作所收購IBM硬碟部門，與日立自己的硬碟部門整合為儲存科技公司（Storage Technology）。2003年1月，儲存科技公司改名為日立環球儲存科技股份有限公司（Hitachi Global Storage Technologies, Inc.），簡稱日立GST、Hitachi GST、HGST。
2007年12月30日，日立環球儲存科技停止生产微型硬碟。
2011年3月7日，威騰電子（Western Digital）與日立環球儲存科技共同宣佈兩公司合併，威騰電子為存續公司。
2011年5月30日，歐盟委員會宣布展開調查硬盘业两大收购交易，一件是威騰電子收購日立環球儲存科技案，另一件是希捷科技收購三星電子硬碟部門案。
2012年3月8日，威騰電子完成收購日立環球儲存科技，日立環球儲存科技更名為HGST（HGST, Inc.）。2012年10月8日，HGST的中文名稱定為昱科環球儲存股份有限公司。

## 產品
內接硬碟機及固態硬碟
- Ultrastar：企業級3.5吋及2.5吋SCSI、光纖通道、SAS及SATA硬碟。
- Deskstar：一般桌上型電腦3.5吋IDE及SATA硬碟。日立環球儲存科技被威騰電子收购后，该业务已被威騰電子出售给东芝。
- Travelstar：行動裝置用2.5吋IDE及SATA硬碟。
- Endurastar：高耐用度3.5吋及2.5吋IDE硬碟，特別針對汽車使用。
- Cinemastar：消費電子產品用3.5吋及2.5吋硬碟，可安靜運作及串流支援。

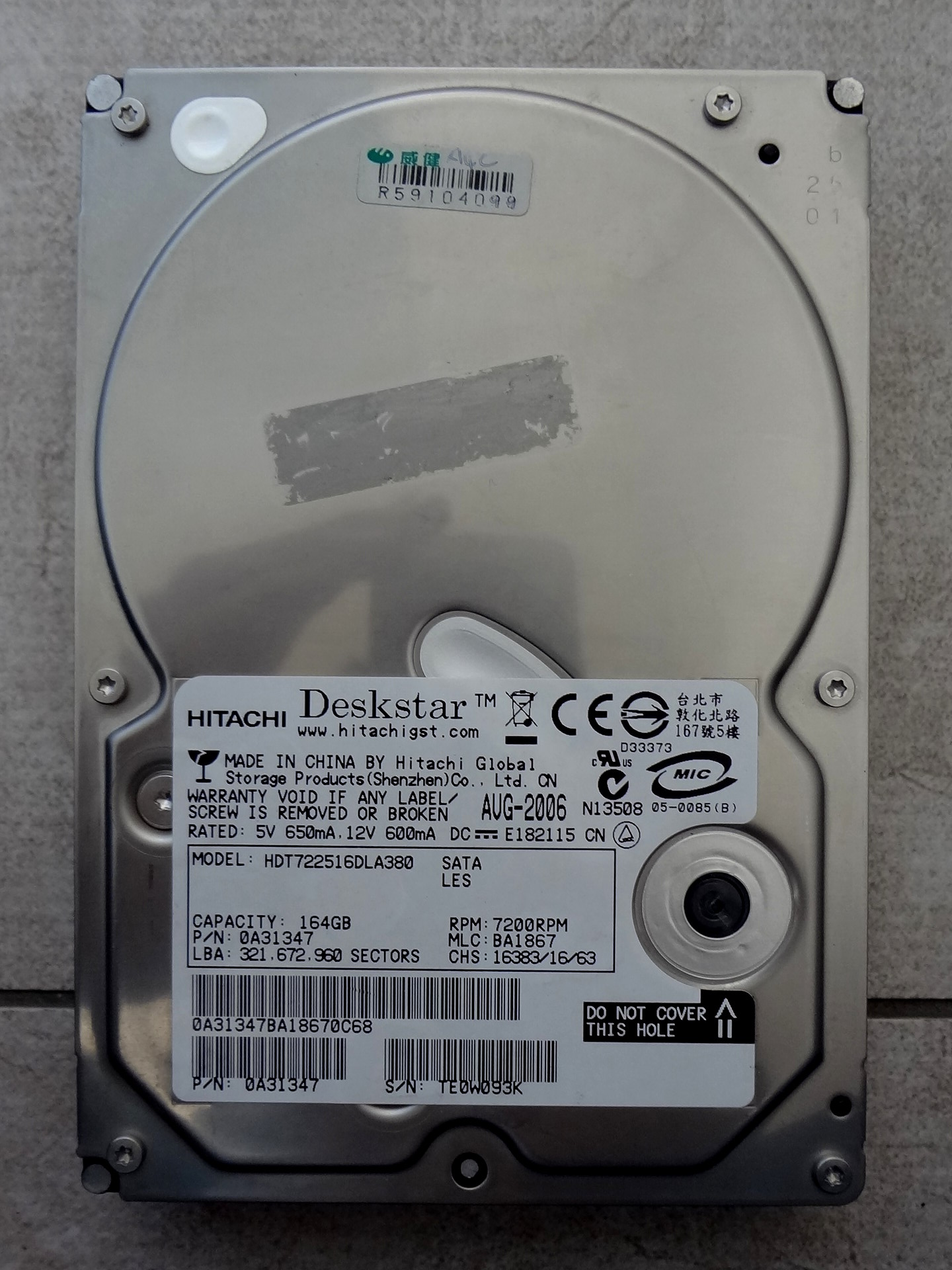
日立Deskstar硬碟HDT722516DLA380
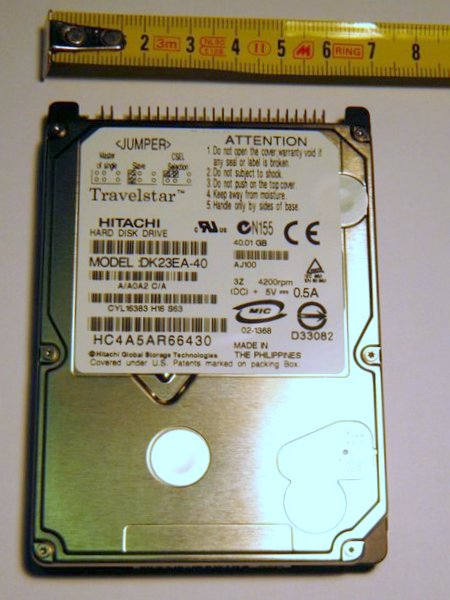
日立Travelstar硬碟DK23EA-40
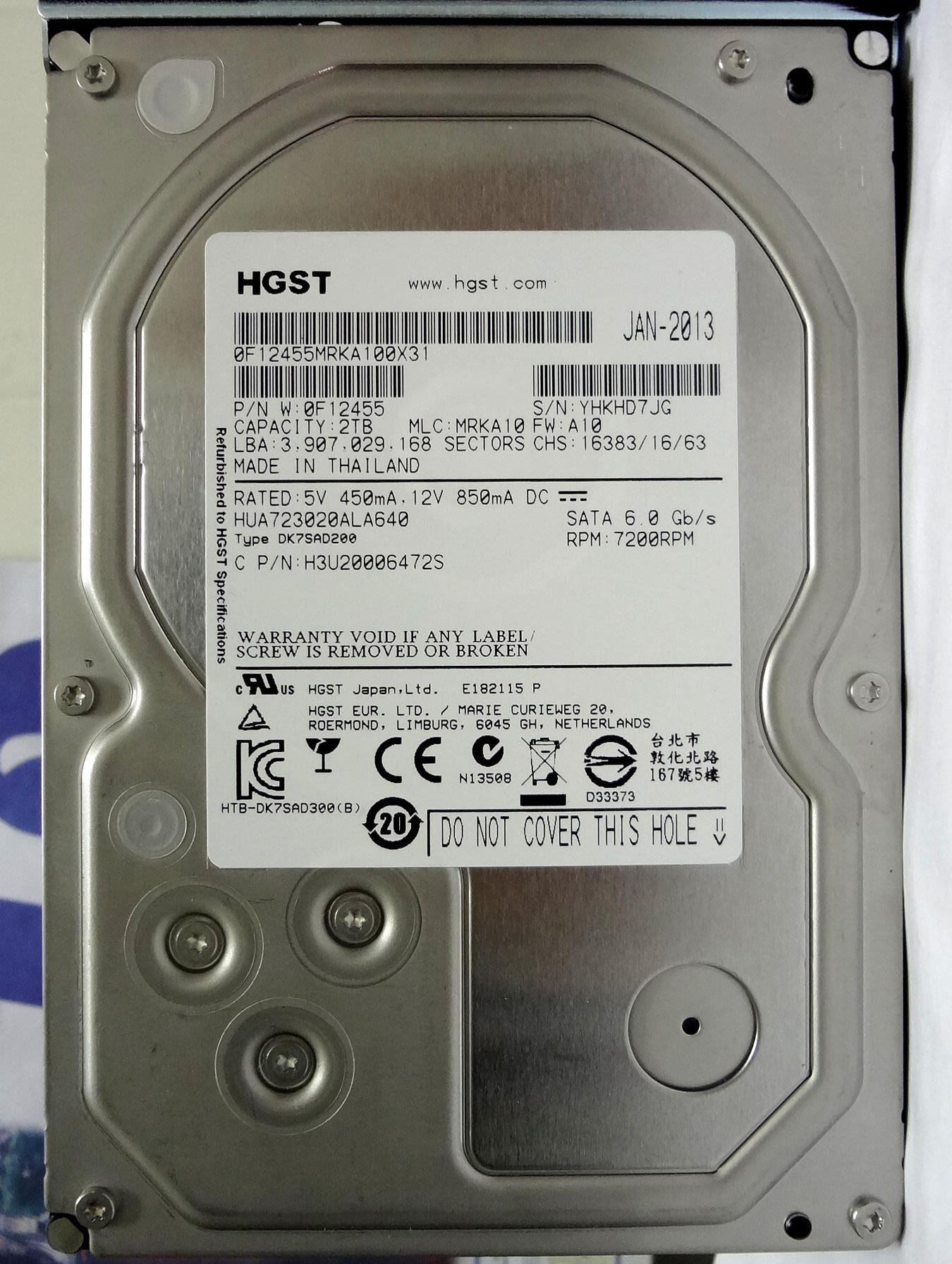
HGST Ultrastar硬碟HUA723020ALA640

外接儲存設備
- LifeStudio
- G-Technology

## 外部連結
- 昱科環球儲存 （页面存档备份，存于）